# Punta Clairy
La punta Clairy (detta anche Segnale del Piccolo Moncenisio e, in francese, pointe Clairy o Signal du Petit Mont-Cenis) è una montagna di  3.162 m s.l.m. appartenente alle Alpi Cozie (sottosezione Alpi del Moncenisio).

## Caratteristiche

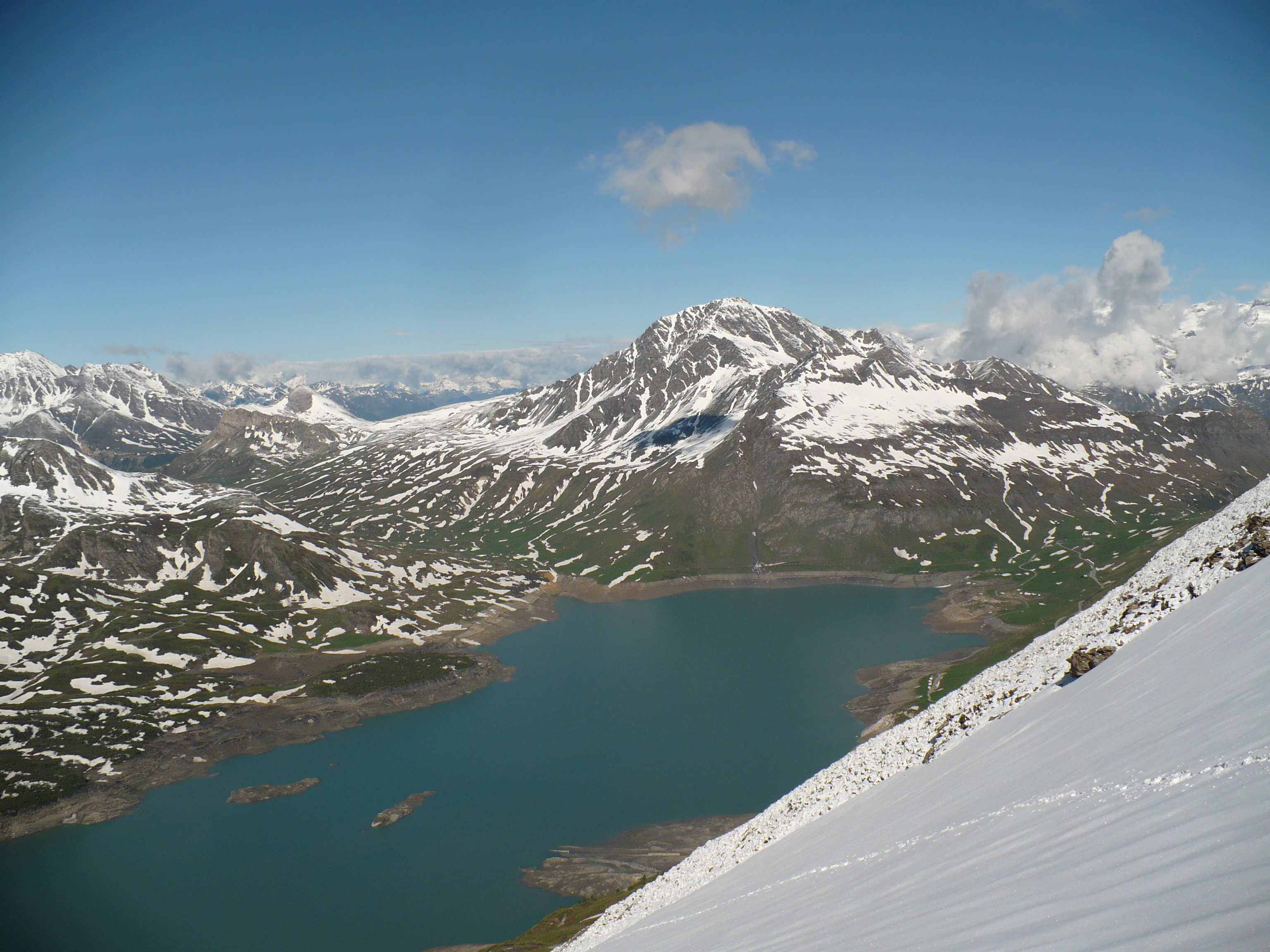
La Punta Clairy sopra il Lago del Moncenisio. A destra della montagna si va al colle del Moncenisio; a sinistra al colle del Piccolo Moncenisio.

La montagna si trova in Francia poco oltre il confine con l'Italia anche se è posizionata sullo spartiacque tra la Val di Susa e la Maurienne. È posta tra il colle del Moncenisio e quello del Piccolo Moncenisio. La sua prominenza topografica è di 979 m.

## Storia
Prima del 1860 la Punta Clairy era totalmente compresa nel territorio del Regno di Sardegna. Tra il 1860 e il 1947 il confine tra l'Italia e la Francia passava per la cima della montagna. Attualmente, dopo la correzione dei confini intorno al lago del Moncenisio operata con il Trattato di Parigi, è invece totalmente in territorio francese. La montagna e i suoi contrafforti, tra i quali in particolare il Mont Froid (2822 m di quota), furono teatro di violenti scontri durante la Seconda Guerra mondiale. L'area era infatti uno dei punti strategici della Linea Maginot e del Vallo Alpino, dato anche che dominava direttamente il fondovalle della Alta Moriana. In particolare nell'aprile del 1945 duri combattimenti contrapposero i chasseurs alpins francesi alle truppe da montagna tedesche.

## Accesso alla vetta

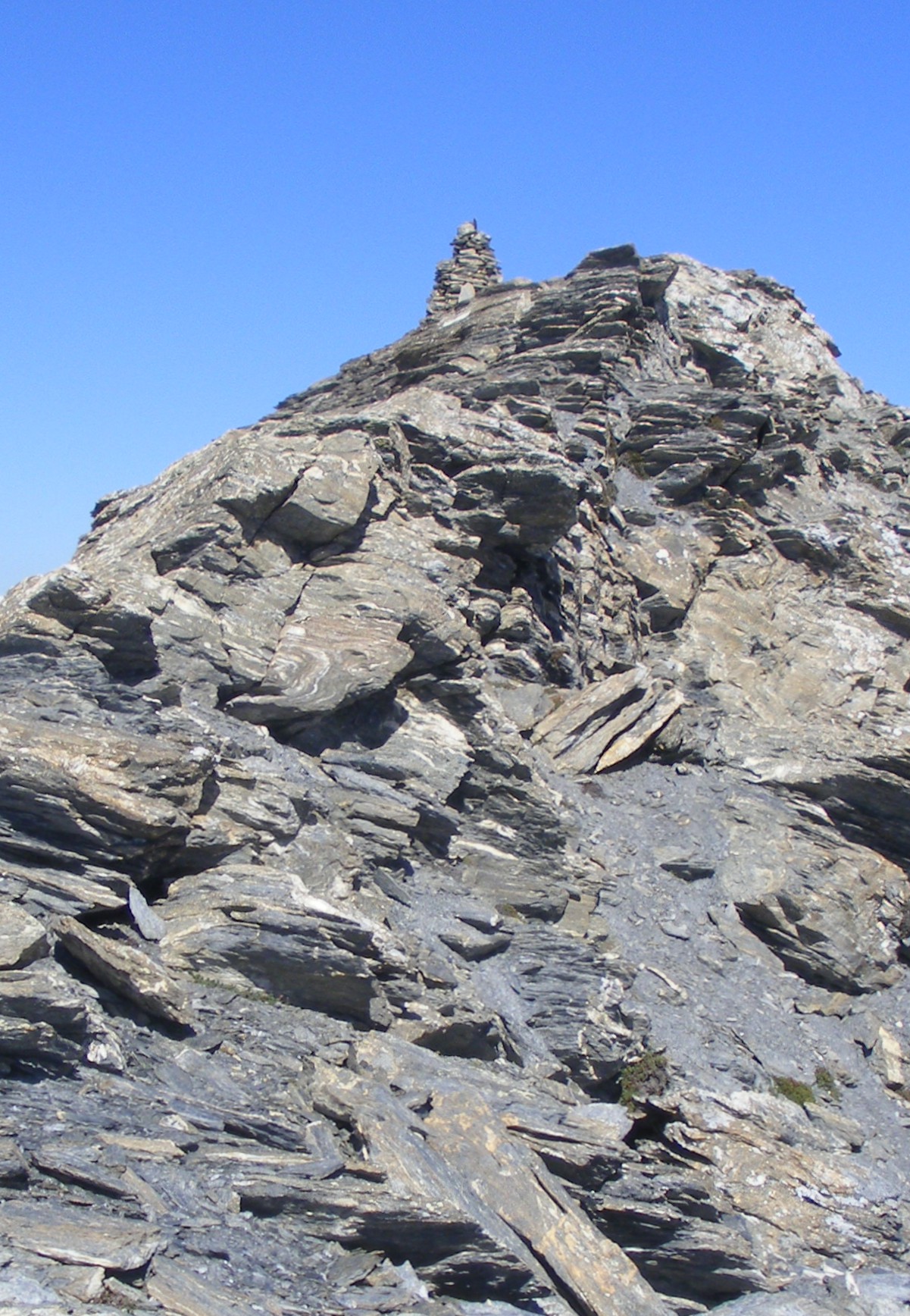
L'ometto sulla cima

Si può salire sulla vetta partendo dal colle del Moncenisio, contornando ad ovest il lago del Moncenisio e lasciando l'autovettura 2 km prima di raggiungere il colle del Piccolo Moncenisio, in corrispondenza del bivio verso il Rifugio del Piccolo Moncenisio a quota 2.127 metri circa (strada asfaltata). Si prende quindi il sentiero che attraverso ampi prati e con lievi pendenze raggiunge il Colle de Sollières (2.640 m). Arrivati al colle ci si dirige verso destra e si sale sulla vetta, ove è presente un grosso ometto di pietre, seguendo il lungo filo di cresta inizialmente lato Valsusa (fino ad una croce) e poi costantemente lato Maurienne.

## Punti di appoggio
- Rifugio del Piccolo Moncenisio (Refuge du Petit Mont-Cenis) - 2.110 m